# Synkopy 61 (EP, 1970)
Synkopy 61 je druhé EP české rockové skupiny Synkopy 61. Vydalo jej vydavatelství Panton v roce 1970 s katalogovým číslem 03 048 v rámci edice Mikrofóra.
Na CD vyšly všechny skladby z tohoto EP na kompilaci Válka je vůl (Vol. 2): Hity 1967 - 1979.

## Seznam skladeb
| Strana 1 | Strana 1       | Strana 1     | Strana 1          | Strana 1 |
| Pořadí   | Název          | Hudba        | Text              | Délka    |
| -------- | -------------- | ------------ | ----------------- | -------- |
| 1.       | A bylo nám hej | Wilson, Love | Směja             | 2:22     |
| 2.       | Venuše         | Rybář        | František Jemelka | 4:11     |

| Strana 2       | Strana 2       | Strana 2       | Strana 2          | Strana 2 |
| Pořadí         | Název          | Hudba          | Text              | Délka    |
| -------------- | -------------- | -------------- | ----------------- | -------- |
| 1.             | Jen si hrej    | Směja          | František Jemelka | 2:21     |
| 2.             | Svatební       | Rybář          | Směja             | 3:07     |
| Celková délka: | Celková délka: | Celková délka: | Celková délka:    | 12:07    |

## Obsazení
- Synkopy 61
  - Petr Směja – kytara, vokály
  - Pavel Pokorný – elektronické varhany, kytara, housle, vokály
  - Jan Čarvaš – baskytara, vokály
  - Jiří Rybář – bicí, vokály
  - Michal Polák – zpěv